# Bedő Krisztián
Bedő Krisztián (Nagykanizsa, 1993. május 4. –) világbajnok magyar válogatott vízilabdázó.
A 2010-es U17-es és a 2012-es U19-es Európa-bajnokságon egyaránt hatodik volt. A 2013-as világligán ezüstérmet szerzett. Tagja volt a 2013-as férfi vízilabda-világbajnokságon győztes válogatottnak. A junior vb-n negyedik helyezést ért el.
Nevelőedzője: Szabó Szilárd, Kaszper Dániel
2020 májusában a Vasas SC játékosa lett.

## Eredményei
- Világbajnokság
  - aranyérmes: 2013
- Világkupa
  - ezüstérmes: 2014
- LEN-Európa-kupa
  - győztes[2]
- Magyar bajnokság
  - aranyérmes: 2014
  - ezüstérmes: 2016, 2017, 2024
  - bronzérmes: 2015, 2018, 2022

## Díjai, elismerései
- Szalay Iván-díj (2012)